# Antes muerta que sencilla
«Antes muerta que sencilla» («Лучше быть мёртвой, чем простушкой») — песня Марии Исабель, написанная тоже ей самой.
С этой песней Мария Исабель победила на «Детском Евровидении» в 2004 году. На тот момент ей было 9 лет.
После этого песня стала большим хитом в Испании, Франции и многих других странах.
Позже песня вошла в её дебютный альбом No me toques las palmas que me conozco, который увидел свет в 2005 году.

## Композиция
Песня начинается словами:
Губная помада, немного туши для ресниц

Гель для волос, как у кинозвезды

Укладка, увлажняющий крем

И макияж «мгновенная красота»

Открой дверь, и пойдём пройдёмся по улице

Кому какое дело, что там [о нас] говорят
Конча Фернандес Манторелл в своей книге «El aula desierta: la experiencia educativa en el contexto de la economía global», подробно анализируя текст, пишет, что песня на всём протяжении не перестаёт вызывать чувство тревоги и наводит на мысль об «украденном детстве», ведь девочке всего 9 лет.

## Чарты
| Чарт (2004)        | Наив. поз. |
| ------------------ | ---------- |
| Бельгия (Валлония) | 36         |
| Франция (SNEP)     | 6          |
| Германия           | 89         |
| Швейцария          | 18         |